# Nebraska Educational Telecommunication
Nebraska Educational Telecommunication (NET) ist der öffentlich-rechtliche Rundfunkanbieter des US-Bundesstaates Nebraska. NET produziert Fernseh- und Radioprogramme und sendet über ein Nebraska-weites Netzwerk an Stationen. NET ist Partner von PBS und NPR für Nebraska.
NET strahlt seit 1954 ein Bildungs-TV-Programm aus.

## Radiostationen
NET Radio wird von der NET Commission und der NET Foundation for Radio Board verwaltet. Zum Netzwerk gehören alle Radiostationen des NPR-Netzwerkes, außer KIOS in Omaha. Diese wird von den Omaha Public Schools betrieben. 
Derzeit senden 9 Full-Power-Stationen im State-Network:
Angeschlossen sind 5 Low-Power-Umsetzer/Relays.